# Copa del Rey
El Campeonato de España-Copa de Su Majestad el Rey, más conocido por sus acepciones simples de Copa del Rey o La Copa, es una de las principales competiciones del país, organizada anualmente por la Real Federación Española de Fútbol y disputada por 125 clubes de España, pertenecientes a las cinco divisiones nacionales, la Copa RFEF y divisiones territoriales.
Es el campeonato nacional de fútbol más antiguo del país: su primera edición de manera regular se disputó en 1903, a raíz del éxito de la primera competición a nivel nacional disputada en España, el Concurso Madrid de Foot-ball Association, denominada popularmente como Copa de la Coronación, que se disputó un año antes con motivo de los festejos de coronación de Alfonso XIII.
El club vencedor tiene la condición de «campeón de España» y, a lo largo de su historia, dieciséis clubes han logrado este título. El Fútbol Club Barcelona es el club con más títulos ganados en la competición, treinta y dos. Por su parte, Lionel Messi y Sergio Busquets son los futbolistas con más finales disputadas, diez cada uno, mientras que José María Belauste, Agustín Piru Gaínza, Lionel Messi, Sergio Busquets y Gerard Piqué son los más laureados, con siete títulos cada uno.
Desde la edición 2019-20 el Estadio La Cartuja de Sevilla es la sede oficial de la final por un período de cuatro años, en contraste con el sistema anterior, en el que el estadio era designado por la Federación en función de los equipos finalistas. Como novedad en esta edición respecto a los años anteriores se estrenó un formato de eliminatorias directas a un enfrentamiento hasta los cuartos de final, con partidos de ida y vuelta solamente en semifinales.

## Historia

### Denominaciones del Campeonato de España
La denominación histórica y genérica de la competición es «Campeonato de España», y por eso el equipo vencedor se considera como el campeón de España; no obstante, el nombre oficial de la competición se ha modificado a lo largo de los años en función del jefe de Estado español, que es quien otorga el trofeo desde la primera edición. Sin embargo, se dio una excepción a esta regla en el Campeonato de España organizado por la Real Unión Española de Clubs de Foot-ball en 1913, cuya Copa no fue donada por el jefe de Estado, el rey Alfonso XIII, sino por su consorte la reina Victoria Eugenia de Battenberg.
Así pues, ha contado con las siguientes denominaciones:
- Campeonato de España-Copa de Su Majestad el Rey (1903-1930).
- Campeonato de España-Copa de Su Majestad la Reina (1913, torneo de la RUECF).[17][18][19][20][21]
- Campeonato de España-Copa de Su Excelencia el Presidente de la República (1931-1936).
- Campeonato de España-Copa de Su Excelencia el Generalísimo (1939-1976).
- Campeonato de España-Copa de Su Majestad el Rey (1976-act.).

Así mismo, el Campeonato ha sido organizado por las siguientes entidades:
- Madrid F.C. (1903, 1905-1909)
- Agrupación Madrileña de Clubs de Foot-ball (1904)
- Unión Española de Clubs de Foot-ball (sin constituir) (1910)
- Federación Española de Clubs de Foot-ball (1910-1913)
- Real Unión Española de Clubs de Foot-ball (1913)
- Real Federación Española de Fútbol (1914-act.)

El organizador actual, la Real Federación Española de Fútbol, reconoce oficialmente las ediciones organizadas con anterioridad.

### Primeras ediciones antes del nacimiento de la Federación Española (1903-13)
El primer campeonato de fútbol a nivel nacional, no oficial, disputado en España fue el Concurso Madrid de Foot-ball Association, conocido popularmente como la Copa de la Coronación, un torneo impulsado por los hermanos Carlos y Juan Padrós, dos de los fundadores de la (Sociedad) Madrid Foot-ball Club (actual Real Madrid Club de Fútbol). Este club madrileño lo organizó en 1902 con motivo de los festejos de la mayoría de edad de Alfonso XIII de Borbón y su jura constitucional como rey. El Bizcaya, equipo combinado del Athletic Club y el Bilbao Football Club, fue el club vencedor de aquel torneo.

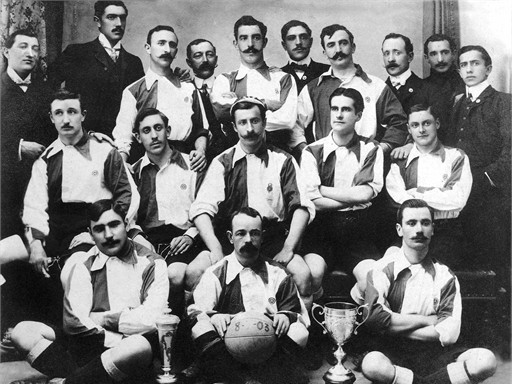
La plantilla del Athletic Club, vencedora de la primera Copa de España, en 1903.

El éxito alcanzado por este torneo hizo que en 1903 Carlos Padrós decidiera instaurar un torneo nacional de carácter anual en el que participasen la mayoría de clubes existentes en el país, bajo el nombre de Campeonato de España. Para ello limitó la participación a un representante por región y consiguió que el rey Alfonso XIII donase una copa para el campeón. El trofeo, según las bases, pasaría a ser propiedad del club que se proclamase campeón tres años consecutivos o cinco alternos. El Madrid Foot-Ball Club se encargó inicialmente de la organización y los partidos se disputaron, al igual que en el Concurso Madrid del año anterior, en el Hipódromo de la Castellana. El primer torneo, celebrado en 1903, se desarrolló como una liguilla en la que participaron finalmente sólo tres clubes: el Club Español de Foot-Ball por Cataluña, el Madrid Foot-Ball Club por la región centro, y el Athletic Club por la región norte. Se proclamó campeón el conjunto vasco al vencer en el último y decisivo partido a los madrileños por 2-3 tras remontar un 2-0 inicial. Cabe destacar que los acontecimientos de dicho encuentro dieron a la postre con el nacimiento del Athletic Club (Sucursal de Madrid), hoy conocido como Club Atlético de Madrid.
La Agrupación Madrileña de Clubs de Foot-Ball, organismo fundado por Carlos Padrós antecedente de la Federación Regional Centro, organizó la edición siguiente, aunque a partir de 1905 el Madrid F. C. volvió a tomar las riendas del torneo debido a la mala organización de la asociación madrileña, en la que se proclamó vencedor al Athletic Club sin haber jugado ningún partido y prolongando una polémica por quién debía ser el campeón durante meses. En los años sucesivos, vascos y madrileños se repartieron los títulos. El Madrid F. C. fue el primero en recibir la copa en propiedad por sus cuatro títulos consecutivos de 1905 a 1908.
Para la época, se habían instaurado los campeonatos regionales auspiciados por cada federación regional, que además de proclamar al equipo campeón de cada región servían como un sistema de clasificación previo para determinar qué equipos contenderían en el Campeonato de España.
Después de siete años organizándose el torneo en Madrid, se acordó que a partir de la edición de 1909, año en que ganó el Ciclista Foot-Ball Club, el equipo campeón fuese el organizador de la edición siguiente. En ese mismo 1909 se creó la Federación Española de Clubs de Foot-ball, primer organismo a nivel nacional que pretendió organizar el fútbol en el país y al que las bases del Campeonato de España otorgaban el derecho a organizar el torneo una vez constituida. La Real Sociedad de Foot-ball de San Sebastián, sucesora del Club Ciclista, que se consideraba legitimada para organizar el campeonato de 1910, no reconoció al nuevo organismo federativo y, junto con otros equipos disidentes, entre los que se encontraban los otros campeones, creó la Unión Española de Clubs de Foot-ball. Este cisma propició que en 1910 se disputaran dos torneos nacionales, el organizado por los equipos de la Federación Española y el de la Unión Española. Finalmente, en octubre de ese año ambas organizaciones firmaron la paz: los clubes disidentes reconocieron a la Federación Española, que a su vez daba oficialidad al Campeonato de España organizado por los unionistas.
No obstante, las discrepancias entre las sociedades futbolísticas de la época continuaron y, tres años más tarde, se produjo un nuevo cisma cuando el Foot-Ball Club Barcelona, nuevo integrante del palmarés de campeones, y la Real Sociedad de Foot-ball, entre otros equipos, se dieron de baja de la Federación para refundar la Unión Española de Clubs. Nuevamente, en 1913 se disputaron dos campeonatos de Copa, antes del acuerdo definitivo que permitió la reunificación definitiva del fútbol español con la constitución de la Real Federación Española de Fútbol ese mismo año.

### La Federación Española toma la organización (1913-2019)
El nuevo organismo aprobó nuevas bases para el Campeonato de España, para poner fin a las disputas que habían marcado las últimas ediciones del torneo. Se acordó, entre otras medidas, institucionalizar los campeonatos organizados por las distintas federaciones regionales como una fase previa de la Copa del Rey. Se dividió el país en diez regiones, aunque inicialmente solo en cuatro ya existían federaciones con campeonatos regionales en marcha (Galicia, Norte, Cataluña y Centro).
Fue a partir de los años veinte cuando la competición empezó a tomar carácter y cuantía de encuentros, con lo que comenzaron a despuntar nombres propios que posteriormente serían historia del torneo. Así, jugadores como José Samitier o Ramón Polo se convirtieron en las primeras estrellas del torneo tanto por número de encuentros disputados como por su número de goles anotados.
El torneo fue creciendo a medida que se ponían en marcha nuevos campeonatos regionales por toda la geografía española. Así mismo, a partir de la edición de 1927 se amplió la participación en el torneo a los subcampeones regionales. Pero a partir de 1929, con la puesta en marcha del Campeonato Nacional de Liga, el torneo copero pasó a un segundo plano y, del mismo modo, los campeonatos regionales. Para relanzar los torneos regionales, a partir de 1931 algunas federaciones territoriales vecinas empezaron a organizar campeonatos conjuntos con sus mejores equipos –los conocidos como Campeonatos Mancomunados– hasta que, finalmente, en 1934, la Federación Española agrupó los distintos torneos regionales en seis Campeonatos Suprarregionales. Los mejores clasificados en estos torneos fueron los que disputaron el Campeonato de España, renombrado como la Copa del Presidente de la República con nuevo título que se puso en juego en 1932 tras la caída de la monarquía española y la instauración de la Segunda República Española.
En 1936 las competiciones de ámbito nacional quedaron suspendidas por el estallido de la Guerra Civil, aunque la actividad futbolística siguió activa intermitentemente. En la zona bajo el control del gobierno republicano, al este de la península, en 1937, uno de los equipos de la zona, el Valencia Football Club, impulsó la disputa de una Copa de España tras haber obtenido la cesión de un trofeo para el campeón por parte del Presidente de la República Española. El torneo se disputó finalmente con el nombre de Copa de la España Libre y solo pudieron participar los equipos de las federaciones de Levante y Cataluña. Fue campeón el Levante Football Club. Al finalizar la guerra, los campeonatos disputados durante la misma en ambas zonas (sublevada y gubernamental) no fueron anulados, pero no se tuvieron en cuenta para los efectos de ascensos y descensos de categoría (Circular n.º 3 de 12 de agosto de 1939), de la misma manera que la situación legal de las licencias de jugadores retrotrajo a la existente al final de la temporada 1935-36 (Asamblea de la FEF de 22, 23 e 24 de julio de 1939). Cuarenta años después, tras la dictadura franquista, el conjunto levantinista reclamó su reconocimiento como una edición más del Campeonato de España, la «Copa de 1937», cuestión que fue llevada al Congreso de los Diputados, para su dictamen definitivo por parte de la asamblea de la RFEF. Esta, en 2009, rechazó la oficialidad del torneo tras un minucioso estudio histórico. El 25 de marzo de 2023, la junta directiva de la RFEF reconoció el torneo como una competición oficial, pasando a ser denominada Copa Presidente de la República-Copa de la España Libre,  pero sin ser considerada una edición del Campeonato de España.
Los títulos parecían hasta la fecha reservados para las regiones del Norte (País Vasco), Cataluña y Centro (Madrid). Así, pese a la edición de 1935 en la que salió vencedor el Sevilla Football Club, el vencedor pertenecía siempre a una de las citadas tres federaciones. En 36 ediciones, solo ocho equipos resultaron campeones, copando los principales representantes de dichas regiones (Athletic Club, Madrid F. C. y F. C. Barcelona) un total de 28 títulos.
En 1938 la Federación Española de Fútbol en la zona sublevada (la FIFA admitía provisionalmente una dualidad federativa en España) decidió la puesta en marcha de un torneo nacional denominado «Copa del Generalísimo» con un trofeo cedido por el Generalísimo Francisco Franco (jefe de Estado en la zona sublevada), y según lo publicado sin la categoría de Campeonato de España. Para elegir a los equipos participantes se reinstauraron los campeonatos regionales en las federaciones territoriales en la zona sublevada que podían asumir su organización. Se permitía la inscripción de equipos militares no federados, lo que hizo que, según consta al menos en el caso de Galicia, por instrucciones del comité ejecutivo de la Federación Nacional en la zona sublevada el campeonato regional fuese denominado nominalmente "torneo eliminatorio" o "preliminar" en lugar de campeonato.  En enero de 1939, el vicepresidente de la Federación Nacional en la zona sublevada, Juan López García (conocido como “Juanito Balompédico”), declaraba: «El ganador de la “Copa del Generalísimo” podrá considerase como campeón de España». El 1 de abril de 1939 finalizó la guerra civil española, desapareciendo la dualidad federativa. El torneo fue llevado a cabo a partir de mayo, con la guerra ya finalizada y según lo publicado en prensa con la categoría de Campeonato de España. Finalmente, fueron Aragón, Andalucía, Galicia, Cantabria, Bilbao, Guipúzcoa y Navarra quienes enviaron representantes al torneo, que se convirtió en la primera edición de la Copa tras la guerra, cuya final ganó el Sevilla Football Club al Racing Ferrol Football Club. Meses después, la Federación Española, ante dudas surgidas acerca de la naturaleza del torneo, dictaminó que el Sevilla F.C. era el único campeón de España.
La reestructuración llevada a cabo por el nuevo régimen franquista en 1940 supuso la desaparición de los históricos campeonatos regionales, quedando delimitado el acceso a la Copa a los equipos mejor clasificados del Campeonato Nacional de Liga en sus tres divisiones. De este modo, en la edición de 1941 disputaron la Copa del Generalísmo los 14 equipos de la Primera División, los 24 de Segunda División y los seis mejores de Tercera División; un número de participantes que se fue incrementado en los años sucesivos. El vencedor fue el Valencia Club de Fútbol, añadiendo así una quinta federación a las ya campeones.
Se llegó así a la fecha en la que debutó Telmo Zarra con el Atlético de Bilbao, nombre que va estrechamente ligado al de la competición, y que a fecha de su retiro consiguió anotar un total de 81 goles en 74 partidos para convertirse en el máximo goleador histórico superando los 70 anotados por Samitier. Es desde 1953 un récord que no ha sido rebasado. Junto a otros míticos jugadores del conjunto vasco como José Luis Panizo o Agustín Piru Gaínza, logró conseguir la tercera copa en propiedad para su club, siendo el más laureado de manera destacada por delante de barcelonistas y madridistas. A semejanza, Piru Gaínza estableció el que fue el más alto número de presencias en la competición con 99, perdurando dicha marca hasta que fue rebasado por Andoni Zubizarreta a finales de 1997.
A partir de la temporada 1960-61 el campeón de la Copa de España se clasificaba para disputar la desaparecida Recopa de Europa, torneo internacional organizado por la UEFA con la participación de los campeones de las distintas copas nacionales. La circunstancia se vio alterada en 1998-99 con la desaparición de la competición continental, fecha en la que el campeonato de Copa daría sucesivo acceso a la Liga Europea de la UEFA —otrora Copa UEFA—, circunstancia aún vigente.
La Copa del Generalísimo se disputó hasta la muerte de Francisco Franco, en 1975, para en la temporada 1976-77 adoptar la denominación histórica y actual de Copa de Su Majestad El Rey, siendo el nuevo jefe de Estado, el monarca español, el encargado de entregar el trofeo. En dicha primera edición el primer campeón fue el Real Betis Balompié, quien se estrenaba en el palmarés.

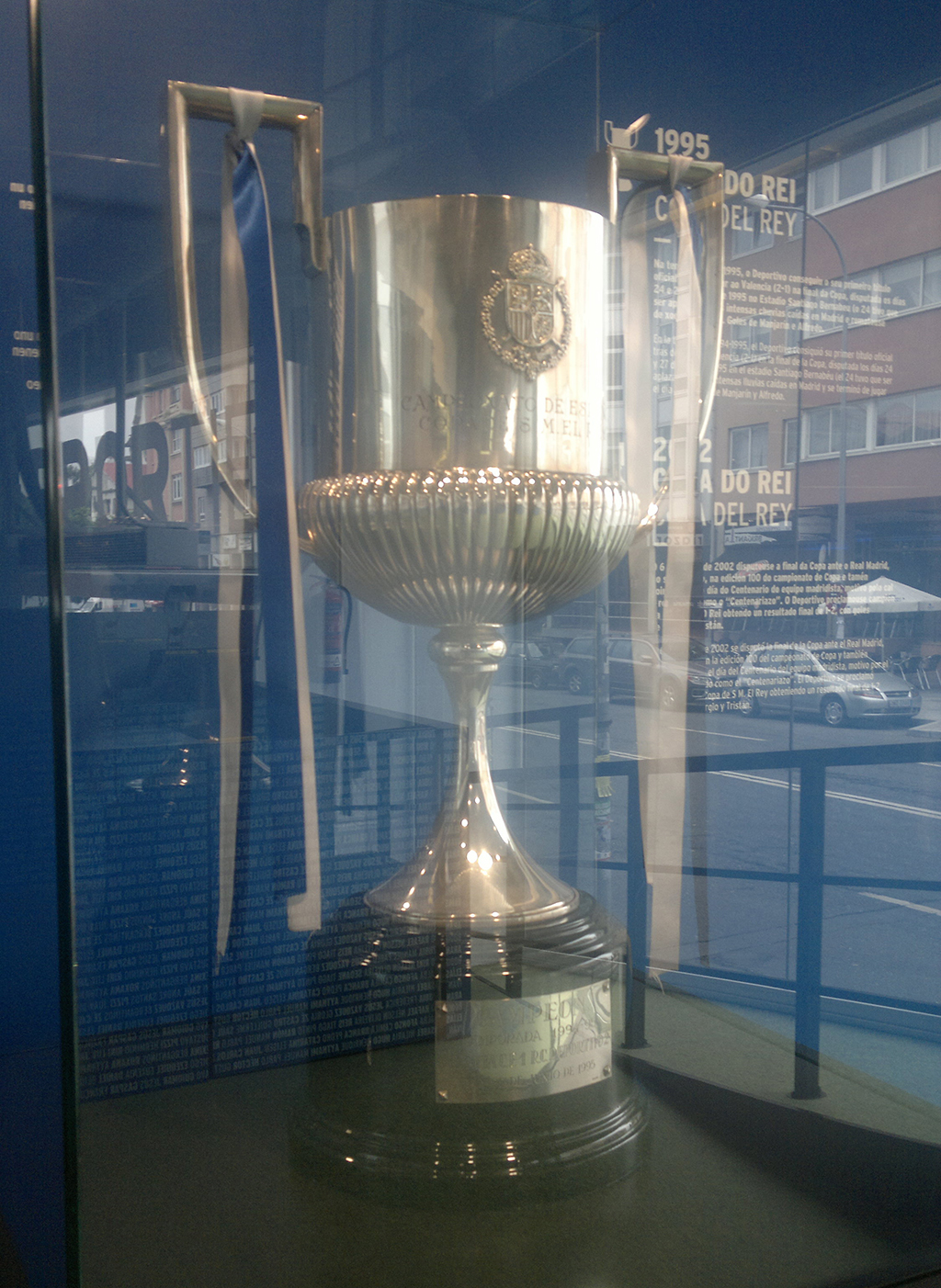
Trofeo de la Copa del Rey 94/95 ganada por el Deportivo de La Coruña.

Desde la temporada 1990-91, fecha en la que entró en vigor una regulación que afectaba a los equipos filiales, estos quedaron excluidos de la participación en la competición al ser dependientes a efectos federativos de sus clubes matrices. El cambio dejó al Castilla Club de Fútbol como el filial con mejor participación en la historia del torneo al finalizar como subcampeón en la edición de 1979-80, tras perder la final precisamente frente al Real Madrid Club de Fútbol, siendo la única vez que un equipo y su filial han disputado una final oficial en España.

### Reestructuración del formato (2019-Act.)
Con la nueva presidencia de Luis Rubiales se llevaron a cabo profundas reestructuraciones en el seno de la Federación. Estas afectaron a las competiciones organizadas por el organismo, la Copa del Rey y la Supercopa de España, y fueron reformadas con un nuevo formato para aumentar la competitividad y atractivo. En el caso de la Supercopa, afectó recíprocamente ya que tanto el campeón como el subcampeón de Copa accedieron a disputarla frente a los dos mejores clasificados del campeonato de liga en una final a cuatro. Una de las medidas del campeonato copero, efectiva desde la edición 2019-20, fue la de designar una sede fija para la final la cual recayó en el estadio de La Cartuja de Sevilla por un período de cuatro años. Del mismo modo para dar opciones a los equipos menos competitivos se consideró como la mejor opción el estrenar un formato a partido único en cada una de las eliminatorias disputado en el recinto del club de menor categoría, con la excepción de la ronda de semifinales, la cual conservó el doble partido. También afectó al número de participantes aumentando hasta los 116 contendientes, la más alta en la historia del torneo, e introduciendo por primera vez a equipos de la Copa Federación (4), y de las primeras divisiones regionales (10), equivalentes a la quinta categoría del fútbol español.
Señalado como un acierto en emoción y seguimiento entre aficionados e implicados pese a las reticencias iniciales, hasta un total de seis equipos no pertenecientes a la Primera División clasificaron a octavos de final, y fueron eliminados nueve de la citada máxima categoría. Club Deportivo Badajoz y Cultural y Deportiva Leonesa representaron a la Segunda División "B" y los históricos Real Zaragoza, Club Deportivo Tenerife, Rayo Vallecano de Madrid y Club Deportivo Mirandés de la Segunda División fueron los que accedieron a dicha fase, clasificando únicamente el C. D. Mirandés a los cuartos de final, e incluso a semifinales igualando su mejor participación en el torneo. Finalmente accedieron a la final el Athletic Club y la Real Sociedad de Fútbol, la primera vez que se daba un derbi vasco desde 1927 cuando lo hicieran el Real Unión Club y el Arenas Club. El derbi vasco entre txuri-gorris y txuri-urdines, inédito en la historia de las finales, servía para dirimir un campeón no visto desde que ambos ganasen su último título en los años 1980. Un mes antes de la citada final se produjo la cancelación de las competiciones por parte de la UEFA, la RFEF y la La Liga, debido a un brote del Coronavirus-2 del Síndrome Respiratorio Agudo Grave, una pandemia global vírica que llegó a Europa desde Asia. A medida que diferentes países del continente fueron registrando casos de contagio y fallecimientos, los organismos deportivos comenzaron a tomar medidas preventivas y varios de los partidos programados fueron disputados a puerta cerrada (sin público), o cancelados, para frenar su avance, pero no cesó la preocupación ni los contagios, y se dieron casos en futbolistas y directivos de diversos clubes. Debido a ello el partido fue aplazado a la espera de nuevos acontecimientos. Finalmente, la final de la edición 2019-20 se disputó sin presencia de público el 3 de abril de 2021 en el estadio de La Cartuja, y la Real Sociedad venció al Athletic con un gol de penalti. La final de la edición 2020-21 también se disputó sin presencia de público, como consecuencia de la pandemia, el 17 de abril de 2021 en el mismo estadio, y el FC Barcelona venció al Athletic, que jugó dos finales en un intervalo de 14 días.

## Sistema de competición

### Participantes
Participan 116 equipos. Quedan excluidos de la competición los equipos filiales. Los 20 de Primera División, los 22 de Segunda División, los cinco primeros clasificados de los dos grupos de Primera Federación, los 5 primeros clasificados de los cinco grupos de la Segunda Federación y los campeones y 7 segundos con mejor coeficiente de los 18 grupos de Tercera Federación suman 102 equipos. Los participantes restantes son los 4 semifinalistas de la Copa RFEF y 10 ganadores de la previa interterritorial jugada por 20 equipos de las divisiones regionales.

### Clasificación para Supercopa y competición europea
El vencedor del torneo tiene el derecho a disputar desde 1981, la Supercopa de España frente al campeón del Campeonato Nacional de Liga de esa misma temporada, con el precedente de la Copa Eva Duarte, disputada de 1947 a 1953. Desde 1994, en caso de que un club gane el mismo año las dos competiciones, es el subcampeón de Copa el que disputa la Supercopa. Desde 2020 disputan la Supercopa de España los campeones y subcampeones de Liga y Copa.
El vencedor, además, obtiene una plaza para disputar la Liga Europa (antes, Copa de la UEFA) desde la temporada 1998-99. Entre 1961 y 1998, el campeón de Copa accedía a la extinta Recopa de Europa, torneo en el que participaban exclusivamente los campeones de las copas nacionales de los países europeos.

### El formato vigente de Copa
Se juega a partido único hasta semifinales, lo que supone una apertura al fútbol no profesional. El torneo tiene 116 participantes. El cuadro está compuesto por los 20 equipos de Primera División y los 22 de Segunda División de la Liga Nacional de Fútbol Profesional; 10 equipos de la Primera Federación salidos de los cinco primeros clasificados de cada uno de los dos grupos de la categoría; 25 equipos de Segunda Federación salidos de los cinco primeros clasificados de cada uno de los cinco grupos de la categoría; 25 equipos de Tercera Federación de los cuales dieciocho son los campeones de cada grupo y siete elegidos entre los mejores segundos; los 4 equipos que llegan a semifinales en la Copa RFEF; y finalmente 10 equipos de las primeras divisiones regionales, que disputan una eliminatoria entre los veinte equipos campeones de cada comunidad (dos en el caso de Andalucía) y ciudad autónoma, completando así el cupo de participantes. Los partidos eliminatorios se juegan en el campo del equipo de inferior categoría o, en el caso de que el sorteo empareje equipos de la misma categoría, en el estadio del club que haya salido del bombo en primer lugar. 
Los cruces entre equipos profesionales y no profesionales se celebran en terrenos de juego de césped natural, por lo que los primeros, si cuentan en sus estadios con hierba artificial, deberán buscar uno alternativo homologado por la federación. Los cuatro equipos participantes en la Supercopa de España no entran en competición hasta los dieciseisavos de final.

## Historial
Datos oficiales de la Real Federación Española de Fútbol actualizados a 27 de abril de 2025:
| Edición                                    | Campeón                               | Resultado (Des.)                      | Subcampeón                            | Sede final                            | Nota(s)                                                                      |
| Campeonato de España                       | Campeonato de España                  | Campeonato de España                  | Campeonato de España                  | Campeonato de España                  | Campeonato de España                                                         |
| ------------------------------------------ | ------------------------------------- | ------------------------------------- | ------------------------------------- | ------------------------------------- | ---------------------------------------------------------------------------- |
| 1903                                       | Athletic Club                         | 3 - 2                                 | Madrid F. C.                          | Hipódromo de la Castellana, Madrid    | Sistema de liga.                                                             |
| 1904                                       | Athletic Club                         | No hubo final                         | Vacante                               | Retiro, Madrid                        | Vencedor sin final disputada.                                                |
| 1905                                       | Madrid F. C.                          | 1 - 0                                 | Athletic Club                         | Tiro del Pichón, Madrid               | Sistema de liga.                                                             |
| 1906                                       | Madrid F. C.                          | 4 - 1                                 | Athletic Club                         | Hipódromo de la Castellana, Madrid    | Sistema de liga.                                                             |
| 1907                                       | Madrid F. C.                          | 1 - 0                                 | Club Vizcaya                          | Hipódromo de la Castellana, Madrid    | Primer trofeo: otorgado al Madrid F.C.                                       |
| 1908                                       | Madrid F. C.                          | 2 - 1                                 | Vigo F. C.                            | Campo del Madrid, Madrid              |                                                                              |
| 1909                                       | C. C. San Sebastián                   | 3 - 1                                 | Español de Madrid                     | Campo del Madrid, Madrid              |                                                                              |
| 1910-I                                     | F. C. Barcelona                       | 3 - 2                                 | Español de Madrid                     | Tiro del Pichón, Madrid               | Se disputaron dos torneos.                                                   |
| 1910-II                                    | Athletic Club                         | 1 - 0                                 | Vasconia S. C.                        | Ondarreta, San Sebastián              | Se disputaron dos torneos.                                                   |
| 1911                                       | Athletic Club                         | 3 - 1                                 | C. D. Español                         | Jolaseta, Guecho                      |                                                                              |
| 1912                                       | F. C. Barcelona                       | 2 - 0                                 | R. S. Gimnástica Española             | La Escopidora, Barcelona              |                                                                              |
| 1913-I                                     | Rácing de Irún                        | 2 - 2 (pro.) / (1 - 0)                | Athletic Club                         | O'Donnell, Madrid                     | Segundo trofeo: otorgado al Racing de Irún.                                  |
| 1913-II                                    | F. C. Barcelona                       | 2 - 2, 0 - 0 / (2 - 1)                | Real Sociedad                         | La Escopidora, Barcelona              | Final a doble partido. Tercer trofeo: otorgado al F.C. Barcelona.            |
| 1914                                       | Athletic Club                         | 2 - 1                                 | F. C. España                          | Amute, Irún                           |                                                                              |
| 1915                                       | Athletic Club                         | 5 - 0                                 | R. C. D. Español                      | Amute, Irún                           |                                                                              |
| 1916                                       | Athletic Club                         | 4 - 0                                 | Madrid F. C.                          | La Escopidora, Barcelona              | Cuarto trofeo: otorgado al Athletic Club.                                    |
| 1917                                       | Madrid F. C.                          | 0 - 0 (pro.) / (2 - 1)                | Arenas de Guecho                      | La Escopidora, Barcelona              |                                                                              |
| 1918                                       | Real Unión Club                       | 2 - 0                                 | Madrid F. C.                          | Campo de O'Donnell, Madrid            |                                                                              |
| 1919                                       | Arenas de Guecho (1)                  | 5 - 2 (pro.)                          | F. C. Barcelona                       | Martínez Campos, Madrid               |                                                                              |
| 1920                                       | F. C. Barcelona                       | 2 - 0                                 | Athletic Club                         | El Molinón, Gijón                     |                                                                              |
| 1921                                       | Athletic Club                         | 4 - 1                                 | Athletic de Madrid                    | San Mamés, Bilbao                     |                                                                              |
| 1922                                       | F. C. Barcelona                       | 5 - 1                                 | Real Unión Club                       | Campo de Coya, Vigo                   |                                                                              |
| 1923                                       | Athletic Club                         | 1 - 0                                 | C. D. Europa                          | Les Corts, Barcelona                  |                                                                              |
| 1924                                       | Real Unión Club                       | 1 - 0                                 | Real Madrid F. C.                     | Atocha, San Sebastián                 |                                                                              |
| 1925                                       | F. C. Barcelona                       | 2 - 0                                 | Arenas de Guecho                      | Reina Victoria, Sevilla               |                                                                              |
| 1926                                       | F. C. Barcelona                       | 3 - 2 (pro.)                          | Athletic de Madrid                    | Mestalla, Valencia                    |                                                                              |
| 1927                                       | Real Unión Club (3)                   | 1 - 0 (pro.)                          | Arenas de Guecho                      | Torrero, Zaragoza                     |                                                                              |
| 1928                                       | F. C. Barcelona                       | 1 - 1 (pro.) / (1 - 1, 3 - 1)         | Real Sociedad                         | El Sardinero, Santander               | Quinto trofeo: otorgado al F.C. Barcelona.                                   |
| 1928-29                                    | R. C. D. Español                      | 2 - 1                                 | Real Madrid F. C.                     | Mestalla, Valencia                    |                                                                              |
| 1930                                       | Athletic Club                         | 3 - 2 (pro.)                          | Real Madrid F. C.                     | Montjuic, Barcelona                   |                                                                              |
| Campeonato de España-Copa de la República  |                                       |                                       |                                       |                                       |                                                                              |
| 1931                                       | Athletic Club                         | 3 - 1                                 | Betis Balompié                        | Chamartín, Madrid                     |                                                                              |
| 1932                                       | Athletic Club                         | 1 - 0                                 | F. C. Barcelona                       | Chamartín, Madrid                     | Sexto trofeo: otorgado al Athletic Club.                                     |
| 1933                                       | Athletic Club                         | 2 - 1                                 | Madrid F. C.                          | Montjuic, Barcelona                   |                                                                              |
| 1934                                       | Madrid F. C.                          | 2 - 1                                 | Valencia F. C.                        | Montjuic, Barcelona                   |                                                                              |
| 1935                                       | Sevilla F. C.                         | 3 - 0                                 | C. S. Sabadell F. C.                  | Chamartín, Madrid                     |                                                                              |
| 1936                                       | Madrid F. C.                          | 2 - 1                                 | F. C. Barcelona                       | Mestalla, Valencia                    | Séptimo trofeo: queda en posesión de la RFEF.                                |
| 1937 1938                                  | No disputado debido a la Guerra Civil | No disputado debido a la Guerra Civil | No disputado debido a la Guerra Civil | No disputado debido a la Guerra Civil | No disputado debido a la Guerra Civil                                        |
| Campeonato de España-Copa del Generalísimo |                                       |                                       |                                       |                                       |                                                                              |
| 1939                                       | Sevilla F. C.                         | 6 - 2                                 | R. C. Ferrol                          | Montjuic, Barcelona                   | Octavo trofeo: otorgado al Sevilla F.C.                                      |
| 1940                                       | R. C. D. Español                      | 3 - 2 (pro.)                          | Madrid F. C.                          | Vallecas, Madrid                      | Restablecimiento como campeonato nacional.                                   |
| 1941                                       | Valencia C. F.                        | 3 - 1                                 | R. C. D. Español                      | Chamartín, Madrid                     |                                                                              |
| 1942                                       | C. F. Barcelona                       | 4 - 3 (pro.)                          | Atlético de Bilbao                    | Chamartín, Madrid                     |                                                                              |
| 1943                                       | Atlético de Bilbao                    | 1 - 0 (pro.)                          | Real Madrid C. F.                     | Metropolitano, Madrid                 |                                                                              |
| 1944                                       | Atlético de Bilbao                    | 2 - 0                                 | Valencia C. F.                        | Montjuic, Barcelona                   |                                                                              |
| 1944-45                                    | Atlético de Bilbao                    | 3 - 2                                 | Valencia C. F.                        | Montjuic, Barcelona                   | Noveno trofeo: otorgado al Athletic Club.                                    |
| 1946                                       | Real Madrid C. F.                     | 3 - 1                                 | Valencia C. F.                        | Montjuic, Barcelona                   |                                                                              |
| 1947                                       | Real Madrid C. F.                     | 2 - 0 (pro.)                          | R. C. D. Español                      | Riazor, La Coruña                     |                                                                              |
| 1947-48                                    | Sevilla C. F.                         | 4 - 1                                 | R. C. Celta de Vigo                   | Nuevo Chamartín, Madrid               |                                                                              |
| 1948-49                                    | Valencia C. F.                        | 1 - 0                                 | Atlético de Bilbao                    | Nuevo Chamartín, Madrid               |                                                                              |
| 1949-50                                    | Atlético de Bilbao                    | 4 - 1 (pro.)                          | Real Valladolid Deportivo             | Nuevo Chamartín, Madrid               |                                                                              |
| 1951                                       | C. F. Barcelona                       | 3 - 0                                 | Real Sociedad                         | Nuevo Chamartín, Madrid               |                                                                              |
| 1952                                       | C. F. Barcelona                       | 4 - 2 (pro.)                          | Valencia C. F.                        | Nuevo Chamartín, Madrid               |                                                                              |
| 1952-53                                    | C. F. Barcelona                       | 2 - 1                                 | Atlético de Bilbao                    | Nuevo Chamartín, Madrid               | Décimo trofeo: otorgado al F.C. Barcelona.                                   |
| 1954                                       | Valencia C. F.                        | 3 - 0                                 | C. F. Barcelona                       | Nuevo Chamartín, Madrid               |                                                                              |
| 1955                                       | Atlético de Bilbao                    | 1 - 0                                 | Sevilla C. F.                         | Santiago Bernabéu, Madrid             |                                                                              |
| 1956                                       | Atlético de Bilbao                    | 2 - 1                                 | Atlético de Madrid                    | Santiago Bernabéu, Madrid             |                                                                              |
| 1957                                       | C. F. Barcelona                       | 1 - 0                                 | R. C. D. Español                      | Montjuic, Barcelona                   |                                                                              |
| 1958                                       | Atlético de Bilbao                    | 2 - 0                                 | Real Madrid C. F.                     | Santiago Bernabéu, Madrid             |                                                                              |
| 1958-59                                    | C. F. Barcelona                       | 4 - 1                                 | Granada C. F.                         | Santiago Bernabéu, Madrid             |                                                                              |
| 1959-60                                    | Atlético de Madrid                    | 3 - 1                                 | Real Madrid C. F.                     | Santiago Bernabéu, Madrid             |                                                                              |
| 1960-61                                    | Atlético de Madrid                    | 3 - 2                                 | Real Madrid C. F.                     | Santiago Bernabéu, Madrid             |                                                                              |
| 1961-62                                    | Real Madrid C. F.                     | 2 - 1                                 | Sevilla C. F.                         | Santiago Bernabéu, Madrid             |                                                                              |
| 1962-63                                    | C. F. Barcelona                       | 3 - 1                                 | Real Zaragoza                         | Estadio del Barcelona, Barcelona      |                                                                              |
| 1963-64                                    | Real Zaragoza C. D.                   | 2 - 1                                 | Atlético de Madrid                    | Santiago Bernabéu, Madrid             |                                                                              |
| 1964-65                                    | Atlético de Madrid                    | 1 - 0                                 | Real Zaragoza                         | Santiago Bernabéu, Madrid             |                                                                              |
| 1965-66                                    | Real Zaragoza                         | 2 - 0                                 | Atlético de Bilbao                    | Santiago Bernabéu, Madrid             |                                                                              |
| 1966-67                                    | Valencia C. F.                        | 2 - 1                                 | Atlético de Bilbao                    | Santiago Bernabéu, Madrid             |                                                                              |
| 1967-68                                    | C. F. Barcelona                       | 1 - 0                                 | Real Madrid C. F.                     | Santiago Bernabéu, Madrid             |                                                                              |
| 1969                                       | Atlético de Bilbao                    | 1 - 0                                 | Elche C. F.                           | Santiago Bernabéu, Madrid             |                                                                              |
| 1969-70                                    | Real Madrid C. F.                     | 3 - 1                                 | Valencia C. F.                        | Estadio del Barcelona, Barcelona      |                                                                              |
| 1970-71                                    | C. F. Barcelona                       | 4 - 3 (pro.)                          | Valencia C. F.                        | Santiago Bernabéu, Madrid             | Undécimo trofeo: otorgado al F.C. Barcelona.                                 |
| 1971-72                                    | Atlético de Madrid                    | 2 - 1                                 | Valencia C. F.                        | Santiago Bernabéu, Madrid             |                                                                              |
| 1972-73                                    | Athletic Club                         | 2 - 0                                 | C. D. Castellón                       | Vicente Calderón, Madrid              |                                                                              |
| 1973-74                                    | Real Madrid C. F.                     | 4 - 0                                 | F. C. Barcelona                       | Vicente Calderón, Madrid              |                                                                              |
| 1974-75                                    | Real Madrid C. F.                     | 0 - 0 (4 - 3 pen.)                    | Atlético de Madrid                    | Vicente Calderón, Madrid              |                                                                              |
| 1975-76                                    | Atlético de Madrid                    | 1 - 0                                 | Real Zaragoza                         | Santiago Bernabéu, Madrid             | Duodécimo trofeo: otorgado al Atlético de Madrid.                            |
| Campeonato de España-Copa del Rey          |                                       |                                       |                                       |                                       |                                                                              |
| 1976-77                                    | Real Betis Balompié                   | 2 - 2 (8 - 7 pen.)                    | Athletic Club                         | Vicente Calderón, Madrid              | Cambio en la denominación.                                                   |
| 1977-78                                    | F. C. Barcelona                       | 3 - 1                                 | U. D. Las Palmas                      | Santiago Bernabéu, Madrid             |                                                                              |
| 1978-79                                    | Valencia C. F.                        | 2 - 0                                 | Real Madrid C. F.                     | Vicente Calderón, Madrid              |                                                                              |
| 1979-80                                    | Real Madrid C. F.                     | 6 - 1                                 | Castilla C. F.                        | Santiago Bernabéu, Madrid             | Final entre equipos del mismo club. Mayor goleada en una final.              |
| 1980-81                                    | F. C. Barcelona                       | 3 - 1                                 | Sporting de Gijón                     | Vicente Calderón, Madrid              |                                                                              |
| 1981-82                                    | Real Madrid C. F.                     | 2 - 1                                 | Sporting de Gijón                     | Nuevo José Zorrilla, Valladolid       |                                                                              |
| 1982-83                                    | F. C. Barcelona                       | 2 - 1                                 | Real Madrid C. F.                     | La Romareda, Zaragoza                 |                                                                              |
| 1983-84                                    | Athletic Club                         | 1 - 0                                 | F. C. Barcelona                       | Santiago Bernabéu, Madrid             |                                                                              |
| 1984-85                                    | Atlético de Madrid                    | 2 - 1                                 | Athletic Club                         | Santiago Bernabéu, Madrid             |                                                                              |
| 1985-86                                    | Real Zaragoza                         | 1 - 0                                 | F. C. Barcelona                       | Vicente Calderón, Madrid              |                                                                              |
| 1986-87                                    | Real Sociedad                         | 2 - 2 (4 - 2 pen.)                    | Atlético de Madrid                    | La Romareda, Zaragoza                 |                                                                              |
| 1987-88                                    | F. C. Barcelona                       | 1 - 0                                 | Real Sociedad                         | Santiago Bernabéu, Madrid             |                                                                              |
| 1988-89                                    | Real Madrid C. F.                     | 1 - 0                                 | Real Valladolid Deportivo             | Vicente Calderón, Madrid              |                                                                              |
| 1989-90                                    | F. C. Barcelona                       | 2 - 0                                 | Real Madrid C. F.                     | Luis Casanova, Valencia               | Decimotercer trofeo: otorgado al F.C. Barcelona.                             |
| 1990-91                                    | Atlético de Madrid                    | 1 - 0 (pró.)                          | R. C. D. Mallorca                     | Santiago Bernabéu, Madrid             |                                                                              |
| 1991-92                                    | Atlético de Madrid                    | 2 - 0                                 | Real Madrid C. F.                     | Santiago Bernabéu, Madrid             |                                                                              |
| 1992-93                                    | Real Madrid C. F.                     | 2 - 0                                 | Real Zaragoza                         | Luis Casanova, Valencia               |                                                                              |
| 1993-94                                    | Real Zaragoza                         | 0 - 0 (5 - 4 pen.)                    | R. C. Celta de Vigo                   | Vicente Calderón, Madrid              |                                                                              |
| 1994-95                                    | R. C. D. La Coruña                    | 2 - 1                                 | Valencia C. F.                        | Santiago Bernabéu, Madrid             |                                                                              |
| 1995-96                                    | Atlético de Madrid                    | 1 - 0 (pró.)                          | F. C. Barcelona                       | La Romareda, Zaragoza                 |                                                                              |
| 1996-97                                    | F. C. Barcelona                       | 3 - 2 (pró.)                          | Real Betis Balompié                   | Santiago Bernabéu, Madrid             |                                                                              |
| 1997-98                                    | F. C. Barcelona                       | 1 - 1 (5 - 4 pen.)                    | R. C. D. Mallorca                     | Mestalla, Valencia                    |                                                                              |
| 1998-99                                    | Valencia C. F.                        | 3 - 0                                 | Atlético de Madrid                    | La Cartuja, Sevilla                   |                                                                              |
| 1999-00                                    | R. C. D. Espanyol                     | 2 - 1                                 | Atlético de Madrid                    | Mestalla, Valencia                    |                                                                              |
| 2000-01                                    | Real Zaragoza                         | 3 - 1                                 | R. C. Celta de Vigo                   | La Cartuja, Sevilla                   |                                                                              |
| 2001-02                                    | R. C. D. La Coruña (2)                | 2 - 1                                 | Real Madrid C. F.                     | Santiago Bernabéu, Madrid             |                                                                              |
| 2002-03                                    | R. C. D. Mallorca (1)                 | 3 - 0                                 | R. C. Recreativo de Huelva            | Martínez Valero, Elche                |                                                                              |
| 2003-04                                    | Real Zaragoza (6)                     | 3 - 2 (pró.)                          | Real Madrid C. F.                     | Lluís Companys, Barcelona             |                                                                              |
| 2004-05                                    | Real Betis Balompié                   | 2 - 1 (pró.)                          | C. A. Osasuna                         | Vicente Calderón, Madrid              |                                                                              |
| 2005-06                                    | R. C. D. Espanyol (4)                 | 4 - 1                                 | Real Zaragoza                         | Santiago Bernabéu, Madrid             |                                                                              |
| 2006-07                                    | Sevilla F. C.                         | 1 - 0                                 | Getafe C. F.                          | Santiago Bernabéu, Madrid             |                                                                              |
| 2007-08                                    | Valencia C. F.                        | 3 - 1                                 | Getafe C. F.                          | Vicente Calderón, Madrid              |                                                                              |
| 2008-09                                    | F. C. Barcelona                       | 4 - 1                                 | Athletic Club                         | Mestalla, Valencia                    |                                                                              |
| 2009-10                                    | Sevilla F. C. (5)                     | 2 - 0                                 | Atlético de Madrid                    | Camp Nou, Barcelona                   | Decimocuarto trofeo: otorgado al Sevilla F.C.                                |
| 2010-11                                    | Real Madrid C. F.                     | 1 - 0 (pró.)                          | F. C. Barcelona                       | Mestalla, Valencia                    |                                                                              |
| 2011-12                                    | F. C. Barcelona                       | 3 - 0                                 | Athletic Club                         | Vicente Calderón, Madrid              |                                                                              |
| 2012-13                                    | Atlético de Madrid (10)               | 2 - 1 (pró.)                          | Real Madrid C. F.                     | Santiago Bernabéu, Madrid             |                                                                              |
| 2013-14                                    | Real Madrid C. F.                     | 2 - 1                                 | F. C. Barcelona                       | Mestalla, Valencia                    |                                                                              |
| 2014-15                                    | F. C. Barcelona                       | 3 - 1                                 | Athletic Club                         | Camp Nou, Barcelona                   | Decimoquinto trofeo: otorgado al F.C. Barcelona.                             |
| 2015-16                                    | F. C. Barcelona                       | 2 - 0 (pró.)                          | Sevilla F. C.                         | Vicente Calderón, Madrid              |                                                                              |
| 2016-17                                    | F. C. Barcelona                       | 3 - 1                                 | Deportivo Alavés                      | Vicente Calderón, Madrid              |                                                                              |
| 2017-18                                    | F. C. Barcelona                       | 5 - 0                                 | Sevilla F. C.                         | Metropolitano, Madrid                 | Decimosexto trofeo: otorgado al F.C. Barcelona.                              |
| 2018-19                                    | Valencia C. F. (8)                    | 2 - 1                                 | F. C. Barcelona                       | Benito Villamarín, Sevilla            | Primera edición del torneo con uso del V.A.R.                                |
| 2019-20                                    | Real Sociedad (2)                     | 1 - 0                                 | Athletic Club                         | La Cartuja, Sevilla                   | Establecimiento de partido único hasta 1/4 y sede fija en final.             |
| 2020-21                                    | F. C. Barcelona                       | 4 - 0                                 | Athletic Club                         | La Cartuja, Sevilla                   |                                                                              |
| 2021-22                                    | Real Betis Balompié (3)               | 1 - 1 (5 - 4 pen.)                    | Valencia C. F.                        | La Cartuja, Sevilla                   |                                                                              |
| 2022-23                                    | Real Madrid C. F. (20)                | 2 - 1                                 | C. A. Osasuna                         | La Cartuja, Sevilla                   |                                                                              |
| 2023-24                                    | Athletic Club (24)                    | 1 - 1 (4 - 2 pen.)                    | R. C. D. Mallorca                     | La Cartuja, Sevilla                   |                                                                              |
| 2024-25                                    | F. C. Barcelona (32)                  | 3 - 2 (pró.)                          | Real Madrid C. F.                     | La Cartuja, Sevilla                   | A partir de esta edición, el equipo ganador se lleva el título en propiedad. |

Notas: (x) último título logrado; pró. = prórroga; pen. = penaltis.

## Palmarés
Para un mejor detalle véase Historial de la Copa del Rey
En la siguiente tabla se muestran todos los clubes que han disputado alguna vez una final de Copa. Aparecen ordenados por número de títulos conquistados. A igual n.º de títulos, por n.º de subcampeonatos y si persiste la igualdad, por antigüedad de su primer título o subcampeonato.
Datos oficiales de la Real Federación Española de Fútbol actualizados a 27 de abril de 2025:

| Equipo                                | Títulos | Subcamp. | Finales | Años campeonatos |
| ------------------------------------- | ------- | -------- | ------- | --- |
| Fútbol Club Barcelona                 | 32      | 11       | 43      | 1910, 1912, 1913, 1920, 1922, 1925, 1926, 1928, 1942, 1951, 1952, 1953, 1957, 1959, 1963, 1968, 1971, 1978, 1981, 1983, 1988, 1990, 1997, 1998, 2009, 2012, 2015, 2016, 2017, 2018, 2021, 2025 |
| Athletic Club                         | 24      | 16       | 40      | 1903, 1904, 1910, 1911, 1914, 1915, 1916, 1921, 1923, 1930, 1931, 1932, 1933, 1943, 1944, 1945, 1950, 1955, 1956, 1958, 1969, 1973, 1984, 2024                                                 |
| Real Madrid Club de Fútbol            | 20      | 21       | 41      | 1905, 1906, 1907, 1908, 1917, 1934, 1936, 1946, 1947, 1962, 1970, 1974, 1975, 1980, 1982, 1989, 1993, 2011, 2014, 2023                                                                         |
| Club Atlético de Madrid               | 10      | 9        | 19      | 1960, 1961, 1965, 1972, 1976, 1985, 1991, 1992, 1996, 2013 |
| Valencia Club de Fútbol               | 8       | 10       | 18      | 1941, 1949, 1954, 1967, 1979, 1999, 2008, 2019 |
| Real Zaragoza                         | 6       | 5        | 11      | 1964, 1966, 1986, 1994, 2001, 2004 |
| Sevilla Fútbol Club                   | 5       | 4        | 9       | 1935, 1939, 1948, 2007, 2010 |
| Real Club Deportivo Espanyol          | 4       | 5        | 9       | 1929, 1940, 2000, 2006 |
| Real Betis Balompié                   | 3       | 2        | 5       | 1977, 2005, 2022 |
| Real Unión Club de Irún               | 3       | 1        | 4       | 1918, 1924, 1927 |
| Real Sociedad de Fútbol               | 2       | 4        | 6       | 1987, 2020 |
| Real Club Deportivo de La Coruña      | 2       | -        | 2       | 1995, 2002 |
| Arenas de Getxo                       | 1       | 3        | 4       | 1919 |
| Real Club Deportivo Mallorca          | 1       | 3        | 4       | 2003 |
| Club Ciclista de San Sebastián †      | 1       | -        | 1       | 1909 |
| Racing Club de Irún †                 | 1       | -        | 1       | 1913 |
| Celta de Vigo                         | -       | 3        | 3       | - |
| Club Español de Madrid †              | -       | 2        | 2       | - |
| Real Valladolid Club de Fútbol        | -       | 2        | 2       | - |
| Real Sporting de Gijón                | -       | 2        | 2       | - |
| Getafe Club de Fútbol                 | -       | 2        | 2       | - |
| Club Atlético Osasuna                 | -       | 2        | 2       | - |
| Bizcaya †                             | -       | 1        | 1       | - |
| Vigo Sporting †                       | -       | 1        | 1       | - |
| Vasconia Sporting Club †              | -       | 1        | 1       | - |
| Sociedad Gimnástica Española †        | -       | 1        | 1       | - |
| Football Club España de Barcelona †   | -       | 1        | 1       | - |
| Club Esportiu Europa                  | -       | 1        | 1       | - |
| Centre d'Esports Sabadell Futbol Club | -       | 1        | 1       | - |
| Racing Club de Ferrol                 | -       | 1        | 1       | - |
| Granada Club de Fútbol                | -       | 1        | 1       | - |
| Elche Club de Fútbol                  | -       | 1        | 1       | - |
| Club Deportivo Castellón              | -       | 1        | 1       | - |
| Unión Deportiva Las Palmas            | -       | 1        | 1       | - |
| Real Madrid Castilla Club de Fútbol   | -       | 1        | 1       | - |
| Real Club Recreativo de Huelva        | -       | 1        | 1       | - |
| Deportivo Alavés                      | -       | 1        | 1       | - |

Nota †: Clubes desaparecidos

### Trofeo en propiedad
Las normas del torneo establecen que cada vez que un club vence la competición tres veces seguidas o cinco alternas, y antes de que otro club lo logre, recibe el trofeo en propiedad, y a partir de la edición siguiente se disputa la posesión de uno nuevo. Entretanto, cada vencedor recibe una réplica del mismo. En ocasiones excepcionales se han entregado trofeos en propiedad sin cumplir esta regla: han sido la Copa de la Coronación, la primera y la última Copa del Generalísimo y la Copa del Rey de 2010, para celebrar el campeonato del mundo de la Selección Española de Fútbol en el mundial de Sudáfrica. Solamente seis de los campeones se han repartido 15 trofeos en posesión (7  FC Barcelona, 3 Athletic Club, 2 Sevilla FC, 1 Real Madrid, 1 Racing de Irún y 1 Atlético de Madrid).
A partir de la edición 2024-25, con el nuevo presidente de la RFEF, Rafael Louzán, el campeón se lleva el título en propiedad siempre. Sin importar cuántos títulos ha ganado antes.

## Estadísticas

### Tabla histórica de goleadores
Para un completo detalle véase Máximos goleadores de la Copa del Rey.
El máximo goleador histórico del torneo es el español Telmo Zarra, quien anotó 81 goles con el Athletic Club, siendo uno de los nombres que van ligados al de la competición. El registro goleador del vasco es seguido por los de los también españoles José Samitier y Guillermo Gorostiza quienes anotaron 69 y 65 goles respectivamente. Estos tres jugadores son además los únicos en sobrepasar la barrera de los sesenta goles.
Además cabe destacar entre los máximos anotadores al hispano-húngaro Ferenc Puskás por ser el jugador con mejor promedio anotador de la competición con 1,20 goles por partido con el Real Madrid Club de Fútbol, por delante del gallego Rogelio Tapia y el ya mencionado Telmo Zarra con promedios de 1,17 y 1,09 respectivamente.
Nota: En negrita jugadores activos en España. Nombres de clubes según la época.
| \| Pos. \| Jugador \| Goles \| Part. \| Prom. \| Debut \| (Equipo) \| Otros clubes \| \| ---- \| ------------------------ \| ----- \| ----- \| ----- \| ----------- \| -------------------- \| -------------------------------------------------------------- \| \| 1 \| Telmo Zarra \| 81 \| 74 \| 1.09 \| 1941-42[71] \| Athletic Club \| \| \| 2 \| José Samitier \| 69 \| 83 \| 0.83 \| 1918-19[72] \| F. C. Barcelona \| Madrid F. C.[73] \| \| 3 \| Guillermo Gorostiza \| 65 \| 83 \| 0.78 \| 1928-29[74] \| Racing Ferrol F. C. \| Athletic Club, Valencia C. F., C. D. Baracaldo, C. D. Logroñés \| \| 4 \| Lionel Messi \| 56 \| 80 \| 0.70 \| 2004-05[75] \| F. C. Barcelona \| \| \| 5 \| Edmundo Suárez Mundo \| 55 \| 63 \| 0.87 \| 1939-40[76] \| Valencia C. F. \| \| \| 6 \| Ramón Polo \| 53 \| 65 \| 0.82 \| 1920-21[77] \| Real Fortuna F. C. \| R. C. Celta \| \| 7 \| Enrique Castro Quini \| 50 \| 80 \| 0.63 \| 1969-70[78] \| Sporting de Gijón \| F. C. Barcelona \| \| 8 \| Ferenc Puskás \| 49 \| 41 \| 1.20 \| 1958-59[79] \| Real Madrid C. F. \| \| \| = \| Ladislao Kubala \| 49 \| 52 \| 0.94 \| 1950-51[80] \| F. C. Barcelona \| R. C. D. Español \| \| = \| Carlos Alonso Santillana \| 49 \| 85 \| 0.58 \| 1971-72[81] \| Real Santander S. D. \| Real Madrid C. F.[82] \| \| 11 \| César Rodríguez \| 47 \| 77 \| 0.61 \| 1940-41[83] \| Granada C. F. \| F. C. Barcelona, Elche C. F. \| \| 12 \| Guillermo Campanal \| 46 \| 56 \| 0.82 \| 1934-35[84] \| Sevilla C. F. \| \| \| 13 \| Agustín Sauto Bata \| 45 \| 57 \| 0.79 \| 1929-30[85] \| Athletic Club \| C. D. Baracaldo-Altos Hornos, C. A. Osasuna[86] \| \| 14 \| Pruden Sánchez \| 44 \| 48 \| 0.92 \| 1935-36[87] \| U. D. Salamanca \| Athletic-Aviación, Real Madrid C. F., A. D. Plus Ultra \| \| 15 \| Alfredo Di Stéfano \| 43 \| 57 \| 0.75 \| 1953-54[88] \| Real Madrid C. F. \| R. C. D. Español[89] \| Datos actualizados a fin de edición 2023-24. |                          |       |       |       |         |                      |                                                                |
| Pos. | Jugador                  | Goles | Part. | Prom. | Debut   | (Equipo)             | Otros clubes                                                   |
| 1 | Telmo Zarra              | 81    | 74    | 1.09  | 1941-42 | Athletic Club        |                                                                |
| 2 | José Samitier            | 69    | 83    | 0.83  | 1918-19 | F. C. Barcelona      | Madrid F. C.                                                   |
| 3 | Guillermo Gorostiza      | 65    | 83    | 0.78  | 1928-29 | Racing Ferrol F. C.  | Athletic Club, Valencia C. F., C. D. Baracaldo, C. D. Logroñés |
| 4 | Lionel Messi             | 56    | 80    | 0.70  | 2004-05 | F. C. Barcelona      |                                                                |
| 5 | Edmundo Suárez Mundo     | 55    | 63    | 0.87  | 1939-40 | Valencia C. F.       |                                                                |
| 6 | Ramón Polo               | 53    | 65    | 0.82  | 1920-21 | Real Fortuna F. C.   | R. C. Celta                                                    |
| 7 | Enrique Castro Quini     | 50    | 80    | 0.63  | 1969-70 | Sporting de Gijón    | F. C. Barcelona                                                |
| 8 | Ferenc Puskás            | 49    | 41    | 1.20  | 1958-59 | Real Madrid C. F.    |                                                                |
| = | Ladislao Kubala          | 49    | 52    | 0.94  | 1950-51 | F. C. Barcelona      | R. C. D. Español                                               |
| = | Carlos Alonso Santillana | 49    | 85    | 0.58  | 1971-72 | Real Santander S. D. | Real Madrid C. F.                                              |
| 11 | César Rodríguez          | 47    | 77    | 0.61  | 1940-41 | Granada C. F.        | F. C. Barcelona, Elche C. F.                                   |
| 12 | Guillermo Campanal       | 46    | 56    | 0.82  | 1934-35 | Sevilla C. F.        |                                                                |
| 13 | Agustín Sauto Bata       | 45    | 57    | 0.79  | 1929-30 | Athletic Club        | C. D. Baracaldo-Altos Hornos, C. A. Osasuna                    |
| 14 | Pruden Sánchez           | 44    | 48    | 0.92  | 1935-36 | U. D. Salamanca      | Athletic-Aviación, Real Madrid C. F., A. D. Plus Ultra         |
| 15 | Alfredo Di Stéfano       | 43    | 57    | 0.75  | 1953-54 | Real Madrid C. F.    | R. C. D. Español                                               |

### Jugadores con mayor cantidad de encuentros disputados
Para un completo detalle véase Jugadores con más encuentros en Copa del Rey.
El español Andoni Zubizarreta es el jugador que más encuentros ha disputado de la competición con 108, repartidos entre las dieciséis ediciones que disputó a lo largo de su carrera. Su registro es seguido por los 105 de Joaquín Alonso y los 101 encuentros de José Ángel Iribar, los únicos tres futbolistas centenarios de la competición.
Nota: En negrita jugadores activos en España. Nombres de clubes según la época.
| \| Pos. \| Jugador \| Part. \| Goles \| Prom. \| Debut \| (Equipo) \| Otros clubes \| \| ---- \| ------------------------ \| ----- \| ----- \| ----- \| ------------ \| ------------------------ \| ------------------------------------------------- \| \| 1 \| Andoni Zubizarreta \| 108 \| -85 \| 0.79 \| 1980–81[91] \| Deportivo Alavés \| Athletic Club, F. C. Barcelona, Valencia C. F. \| \| 2 \| Joaquín Alonso \| 105 \| 14 \| 0.13 \| 1975–76[92] \| C. D. Gijón \| Real Sporting de Gijón \| \| 3 \| José Ángel Iribar \| 101 \| -109 \| 1.08 \| 1961–62[93] \| C. D. Basconia \| Athletic Club \| \| 4 \| Piru Gaínza \| 99 \| 29 \| 0.29 \| 1938–39[94] \| Athletic Club \| \| \| 5 \| Manolo Mesa \| 98 \| 13 \| 0.13 \| 1972–73[95] \| Real Balompédica Linense \| Real Sporting de Gijón, Xerez C. D. \| \| 6 \| Manolo Jiménez \| 96 \| 1 \| 0.01 \| 1977–78[96] \| C. D. Gijón \| Real Sporting de Gijón, Real Burgos C. F. \| \| 7 \| Luis Miguel Arconada \| 92 \| -65 \| 0.71 \| 1975–76[97] \| Real Sociedad \| \| \| 8 \| José Ramón Esnaola \| 90 \| -107 \| 1.19 \| 1965–66[98] \| Real Sociedad \| Real Betis \| \| = \| Roberto López Ufarte \| 90 \| 25 \| 0.28 \| 1974–75[99] \| Real Unión \| Real Sociedad, Atlético de Madrid, Real Betis \| \| = \| Bixio Górriz \| 90 \| 3 \| 0.03 \| 1978–79[100] \| Real Sociedad \| \| \| = \| Paco Buyo \| 90 \| -100 \| 1.11 \| 1976–77[101] \| R. C. D. La Coruña \| S. D. Huesca, Sevilla F. C., Real Madrid C. F. \| \| 12 \| Jesús Mari Zamora \| 89 \| 12 \| 0.13 \| 1975–76[102] \| Real Sociedad \| \| \| 13 \| Juanan Larrañaga \| 87 \| 2 \| 0.02 \| 1979–80[103] \| Real Sociedad \| \| \| = \| Txetxu Rojo \| 87 \| 16 \| 0.18 \| 1965–66[104] \| Athletic Club \| \| \| = \| Enrique Montero \| 87 \| 15 \| 0.17 \| 1974–75[105] \| C. D. San Fernando \| Sevilla F. C., Cádiz C. F., Racing Club Portuense \| \| = \| Raúl García \| 87 \| 18 \| 0.21 \| 2004–05[106] \| C. A. Osasuna \| Atlético de Madrid, Athletic Club \| \| 17 \| Manu Sarabia \| 86 \| 30 \| 0.35 \| 1975–76[107] \| Bilbao A. C. \| Athletic Club, Barakaldo C. F., C. D. Logroñés \| \| 18 \| Carlos Alonso Santillana \| 85 \| 48 \| 0.56 \| 1971–72[82] \| Racing de Santander \| Real Madrid C. F. \| \| = \| Rafael Gordillo \| 85 \| 13 \| 0.15 \| 1976–77 \| Betis Deportivo \| Real Betis, Real Madrid C. F., Écija Balompié \| \| = \| Fernando Tirapu \| 85 \| 1 \| 0.01 \| 1969–70[108] \| C. D. Oberena \| C. A. Osasuna, Valencia C. F., Athletic Club \| \| = \| Ignacio Eizaguirre \| 85 \| -103 \| 1.21 \| 1938–39[109] \| Real Sociedad \| Valencia C. F., C. A. Osasuna \| Estadísticas actualizadas a fin de edición 2023-24. |                          |       |       |       |         |                          |                                                   |
| Pos. | Jugador                  | Part. | Goles | Prom. | Debut   | (Equipo)                 | Otros clubes                                      |
| 1 | Andoni Zubizarreta       | 108   | -85   | 0.79  | 1980–81 | Deportivo Alavés         | Athletic Club, F. C. Barcelona, Valencia C. F.    |
| 2 | Joaquín Alonso           | 105   | 14    | 0.13  | 1975–76 | C. D. Gijón              | Real Sporting de Gijón                            |
| 3 | José Ángel Iribar        | 101   | -109  | 1.08  | 1961–62 | C. D. Basconia           | Athletic Club                                     |
| 4 | Piru Gaínza              | 99    | 29    | 0.29  | 1938–39 | Athletic Club            |                                                   |
| 5 | Manolo Mesa              | 98    | 13    | 0.13  | 1972–73 | Real Balompédica Linense | Real Sporting de Gijón, Xerez C. D.               |
| 6 | Manolo Jiménez           | 96    | 1     | 0.01  | 1977–78 | C. D. Gijón              | Real Sporting de Gijón, Real Burgos C. F.         |
| 7 | Luis Miguel Arconada     | 92    | -65   | 0.71  | 1975–76 | Real Sociedad            |                                                   |
| 8 | José Ramón Esnaola       | 90    | -107  | 1.19  | 1965–66 | Real Sociedad            | Real Betis                                        |
| = | Roberto López Ufarte     | 90    | 25    | 0.28  | 1974–75 | Real Unión               | Real Sociedad, Atlético de Madrid, Real Betis     |
| = | Bixio Górriz             | 90    | 3     | 0.03  | 1978–79 | Real Sociedad            |                                                   |
| = | Paco Buyo                | 90    | -100  | 1.11  | 1976–77 | R. C. D. La Coruña       | S. D. Huesca, Sevilla F. C., Real Madrid C. F.    |
| 12 | Jesús Mari Zamora        | 89    | 12    | 0.13  | 1975–76 | Real Sociedad            |                                                   |
| 13 | Juanan Larrañaga         | 87    | 2     | 0.02  | 1979–80 | Real Sociedad            |                                                   |
| = | Txetxu Rojo              | 87    | 16    | 0.18  | 1965–66 | Athletic Club            |                                                   |
| = | Enrique Montero          | 87    | 15    | 0.17  | 1974–75 | C. D. San Fernando       | Sevilla F. C., Cádiz C. F., Racing Club Portuense |
| = | Raúl García              | 87    | 18    | 0.21  | 2004–05 | C. A. Osasuna            | Atlético de Madrid, Athletic Club                 |
| 17 | Manu Sarabia             | 86    | 30    | 0.35  | 1975–76 | Bilbao A. C.             | Athletic Club, Barakaldo C. F., C. D. Logroñés    |
| 18 | Carlos Alonso Santillana | 85    | 48    | 0.56  | 1971–72 | Racing de Santander      | Real Madrid C. F.                                 |
| = | Rafael Gordillo          | 85    | 13    | 0.15  | 1976–77 | Betis Deportivo          | Real Betis, Real Madrid C. F., Écija Balompié     |
| = | Fernando Tirapu          | 85    | 1     | 0.01  | 1969–70 | C. D. Oberena            | C. A. Osasuna, Valencia C. F., Athletic Club      |
| = | Ignacio Eizaguirre       | 85    | -103  | 1.21  | 1938–39 | Real Sociedad            | Valencia C. F., C. A. Osasuna                     |

### Otros datos estadísticos

#### Mayores goleadas
La mayor goleada en un partido se produjo el 10 de septiembre de 1992 cuando, en el partido de vuelta de los dieciseisavos de final de la 90.ª edición, el Real Murcia Club de Fútbol venció por 14–0 al Club Deportivo Cieza Promesas, para un 16–0 global en la eliminatoria.
En cuanto al palmarés individual, José María Belauste y Agustín Piru Gaínza, ambos con siete títulos y todos logrados con el Athletic Club, y Lionel Messi, Sergio Busquets y Gerard Piqué, también con siete títulos con el F. C. Barcelona, son los jugadores más laureados de la historia del campeonato. Lionel Messi y Sergio Busquets son los jugadores que más finales han disputado (10). Lionel Messi es el máximo goleador de las finales de la Copa del Rey con 9 goles en diez finales disputadas entre 2009 y 2021, seguido de Telmo Zarra, que consiguió ocho tantos en las cuatro finales que disputó entre 1943 y 1955.
En el apartado de entrenadores fue el checoslovaco Ferdinand Daučík quien ganó más títulos, que fueron seis logrados con tres equipos distintos (3 con Fútbol Club Barcelona, 2 con Athletic Club, y 1 con Real Zaragoza). El árbitro Pedro Escartín tiene el récord de dirigir 4 finales del torneo de Copa.
| Fecha                    |                        | Encuentro |                          | Edición                          |
| ------------------------ | ---------------------- | --------- | ------------------------ | -------------------------------- |
| 10 de septiembre de 1992 | Real Murcia C. F.      | 14 – 0    | C. D. Cieza Promesas     | Dieciseisavos de final - 1992-93 |
| 14 de abril de 1932      | C. D. Balompié         | 0 – 13    | Celta de Vigo            | Dieciseisavos de final - 1932    |
| 30 de marzo de 1941      | Gijón                  | 13 – 0    | Stadium Avilesino        | Primera eliminatoria - 1941      |
| 1 de noviembre de 2023   | Tardienta              | 0 – 12    | Getafe C. F.             | Primera eliminatoria - 2023-24   |
| 25 de octubre de 1984    | Real Sporting de Gijón | 12 – 0    | Club Siero               | Primera ronda - 1984-85          |
| 1 de noviembre de 2023   | C. D. Hernán Cortés    | 1 – 12    | Real Betis               | Primera eliminatoria - 2023-24   |
| 18 de mayo de 1947       | Athletic Club          | 12 – 1    | R. C. Celta de Vigo      | Cuartos de final - 1947          |
| 29 de marzo de 1914      | Athletic Club          | 11 – 0    | Real Vigo Sporting Club  | Semifinal - 1914                 |
| 26 de febrero de 1928    | Celta de Vigo          | 11 – 1    | Real Unión Deportiva     | Fase de grupos - 1928            |
| 13 de junio de 1943      | Real Madrid C. F.      | 11 – 1    | C. F. Barcelona          | Semifinal - 1943                 |
| 21 de noviembre de 1985  | U. D. Las Palmas       | 11 – 1    | C. D. Lalín              | Tercera ronda - 1985-86          |
| 2 de noviembre de 2023   | Deportivo Murcia F. C. | 0 – 10    | Deportivo Alavés         | Primera eliminatoria - 2023-24   |
| 28 de marzo de 1926      | Valencia F. C.         | 10 – 0    | Iberia S. C.             | Fase de grupos - 1926            |
| 6 de abril de 1930       | Real Murcia C. F.      | 10 – 0    | C. D. Don Benito         | Dieciseisavos de final - 1930    |
| 27 de febrero de 1927    | C. D. Extremeño        | 2 – 11    | Sevilla F. C.            | Fase de grupos - 1927            |
| 30 de marzo de 1941      | Baracaldo C. F.        | 11 – 2    | Arenas de Guecho         | Primera eliminatoria - 1941      |
| 8 de abril de 1962       | F. C. Barcelona        | 10 – 1    | C. D. Basconia           | Octavos de final - 1961-62       |
| 26 de septiembre de 1973 | A. D. Ceuta            | 10 – 1    | Melilla Industrial C. F. | Primera ronda - 1973-74          |
| 11 de marzo de 1987      | Real Sociedad          | 10 – 1    | R. C. D. Mallorca "B"    | Cuartos de final - 1986-87       |